# Larry Braziel
Larry Braziel (Fort Worth, 25 settembre 1954) è un ex giocatore di football americano statunitense che ha militato nel ruolo di cornerback nella National Football League (NFL).

## Carriera
Braziel al college giocò a football con gli USC Trojans che vennero premiati come campioni nazionali dalla United Press International nel 1978. Fu scelto dai Baltimore Colts nel corso del quinto giro (115º assoluto) del Draft NFL 1979. Vi giocò fino al 1982, dopo di che passò ai Cleveland Browns con cui passò il resto della carriera, chiusa nel 1985.

## Palmarès
- PFWA All-Rookie Team - 1979